# Antonis Makatounakis
Antonis Makatounakis (griechisch Αντώνης Μακατουνάκης Andonis Makatounakis; * 18. Oktober 2003 in Iraklio) ist ein griechischer Fußballtorhüter, der aktuell für den griechischen Drittligisten AO Giouchtas spielt.

## Karriere
Am 9. Februar 2019 debütierte Makatounakis bei der 4:1-Auswärtsniederlage gegen die U19-Mannschaft von AEK Athen für die U19-Mannschaft von OFI Kreta in der ersten griechischen U19-Liga. In der Saison 2018/19 spielte er sieben Partien und erhielt 16 Gegentore. Seine Mannschaft wurde Tabellenletzter. In der nächsten Saison spielte er nur zwei Ligaspiele. 2020/21 stand er in sechs Spielen in der U19-Liga auf dem Platz.
Zu Beginn der Saison 2021/22 wechselte er zur U19-Mannschaft des SV Darmstadt 98 in die deutsche A-Junioren-Bundesliga Süd/Südwest und stand ebenfalls als vierter Torwart im Zweitligakader der ersten Mannschaft. Für die U19-Auswahl kam er auf zwölf Ligaspiele und erreichte mit den Junglilien den 11. Tabellenplatz.
Im September 2022 wurde er an sein ehemaliges Jugendteam OFI Kreta verliehen. Seit der Saison 2023/24 spielte er für den griechischen Zweitligisten AO Giouchtas und kam im Mai 2024 zu seinem ersten Pflichtspieleinsatz in der Super League 2, als der Abstieg in die Gamma Ethniki bereits feststand.